# Duikcomputer

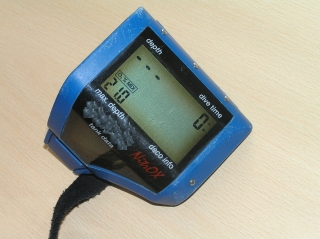
Duikcomputer

Een duikcomputer is een apparaat dat de tijd en diepte van een duik meet en op basis van een decompressiealgoritme een veilige duiktijd en bijbehorend opstijgmoment bepaalt.

## Doelstelling
De doelstelling van een duikcomputer is het verhogen van de veiligheid van het duiken en het vereenvoudigen van enkele technische handelingen. Duikcomputers hebben dezelfde functie als decompressietabellen, maar zijn in staat continu de oplossing van gassen in het lichaam op een bepaalde diepte met een bepaalde duiktijd te berekenen. Aangezien de duikcomputer automatisch diepte en tijd bijhoudt kan deze het duikhorloge en de dieptemeter perfect vervangen. Naast de twee basisfuncties (diepte & tijd) geeft de duikcomputer vaak nog aanvullende informatie, zoals watertemperatuur, mate van zuurstofverzadiging en restvoorraad lucht in de fles.

## Geschiedenis
De eerste analoge, mechanische duikcomputer, de decompressiemeter werd door Scubapro op de markt gebracht in 1972. In de jaren zeventig zijn diverse analoge decompressiemeters op de markt gebracht.
Vanaf de jaren 80 zijn de digitale, elektronische decompressiemeters en later duikcomputers op de markt verschenen. Voorbeelden van de eerste elektronische duikcomputers zijn de Hans Hass DecoBrain en de Orca Edge.
Vanaf de jaren 90 zijn de modernere elektronische duikcomputers met meer geavanceerde functies, zoals het berekenen van decompressieduiken, op de markt gekomen.

## Werking

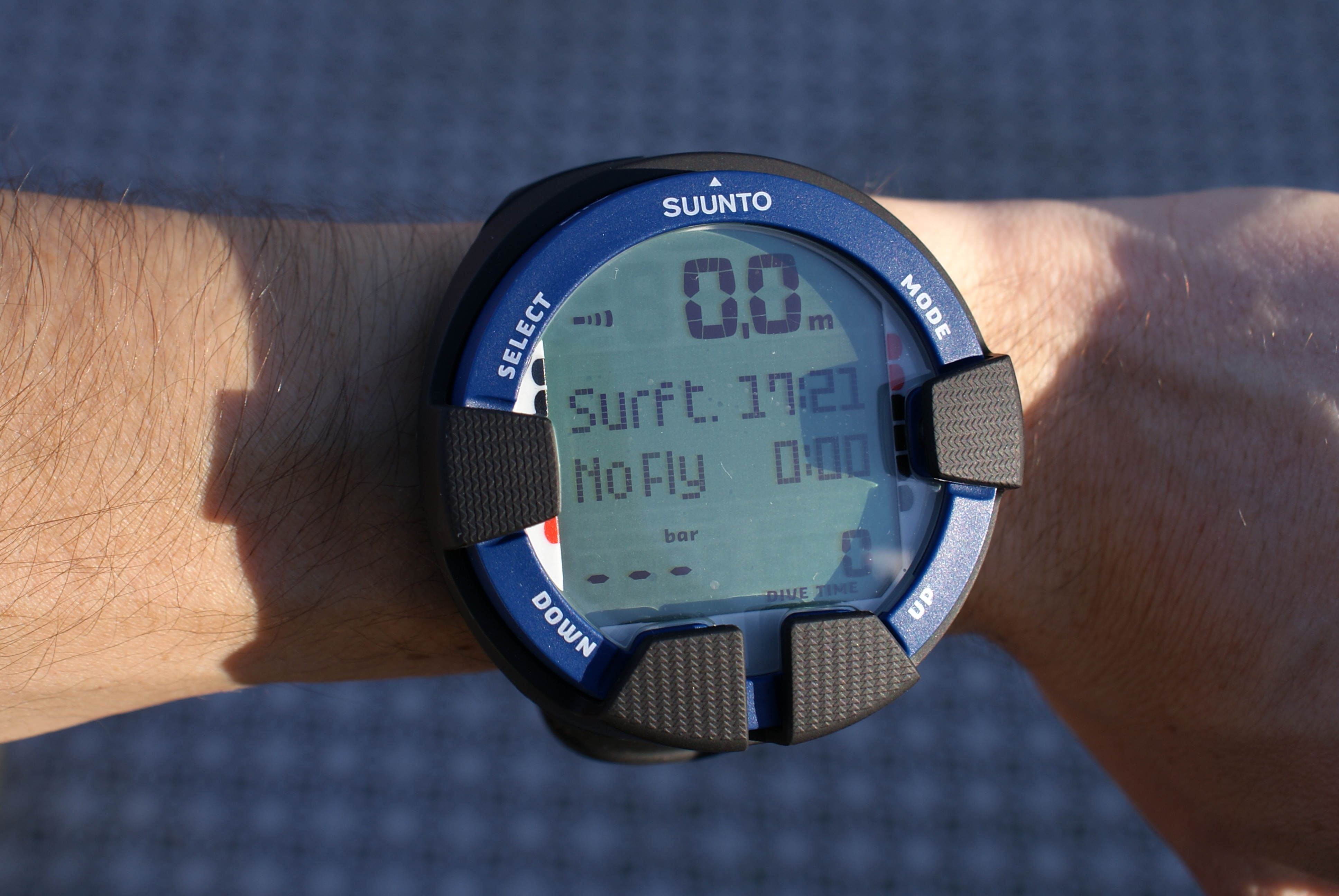
Een duikcomputer met draadloze luchtintegratie en nitroxfuncties.

Schematische structuur van een duikcomputer

Moderne duikcomputers worden door een batterij gevoed en zijn in een waterdichte kast geplaatst. Alle duikcomputers meten de omgevingsdruk om te schatten welke hoeveelheden gassen er in het lichaamsvocht van de duiker zijn opgelost. Het voordeel van de moderne duikcomputer is dat deze niet rekent alsof de duiker de gehele duik op de maximale diepte verblijft, maar gedurende de duik de stiksof in de verschillende weefsels bepaalt op de werkelijke duikdiepte gedurende de gehele duik. Het resultaat is dat de geschatte stikstofopbouw tijdens de duik herberekend wordt. Meer geavanceerde duikcomputers geven ook aanvullende informatie, zoals watertemperatuur en restvoorraad lucht. Op basis van deze berekeningen geeft de computer aan wanneer een vrije opstijging niet meer mogelijk is en welke decompressiestops dan moeten worden gemaakt. Het gebruik van de computer verzekert niet van dat de duiker zonder decompressieverschijnselen boven water komt. De meeste computers compenseren de watertemperatuur niet, ze houden geen rekening met de fysieke gezondheid (dik, dun, verkouden/ziek geweest, medicijngebruik, leeftijd, stress of sportman/kroegtijger) waardoor een computer zeker niet alleen zaligmakend is. Bovendien kan een computer ook defect geraken onder water. De duiker moet dus nog steeds zelf een duikplanning maken naar eigen inzicht en kunnen. Een duikcomputer kan wel een handig hulpmiddel zijn.
Voorbeelden van decompressiealgoritmes zijn Bulmanns algoritme, het Multi-Tissue model en het RGBM (Reduced Gradient Bubble Model)-model